# مرو (المشرف على الختامين)

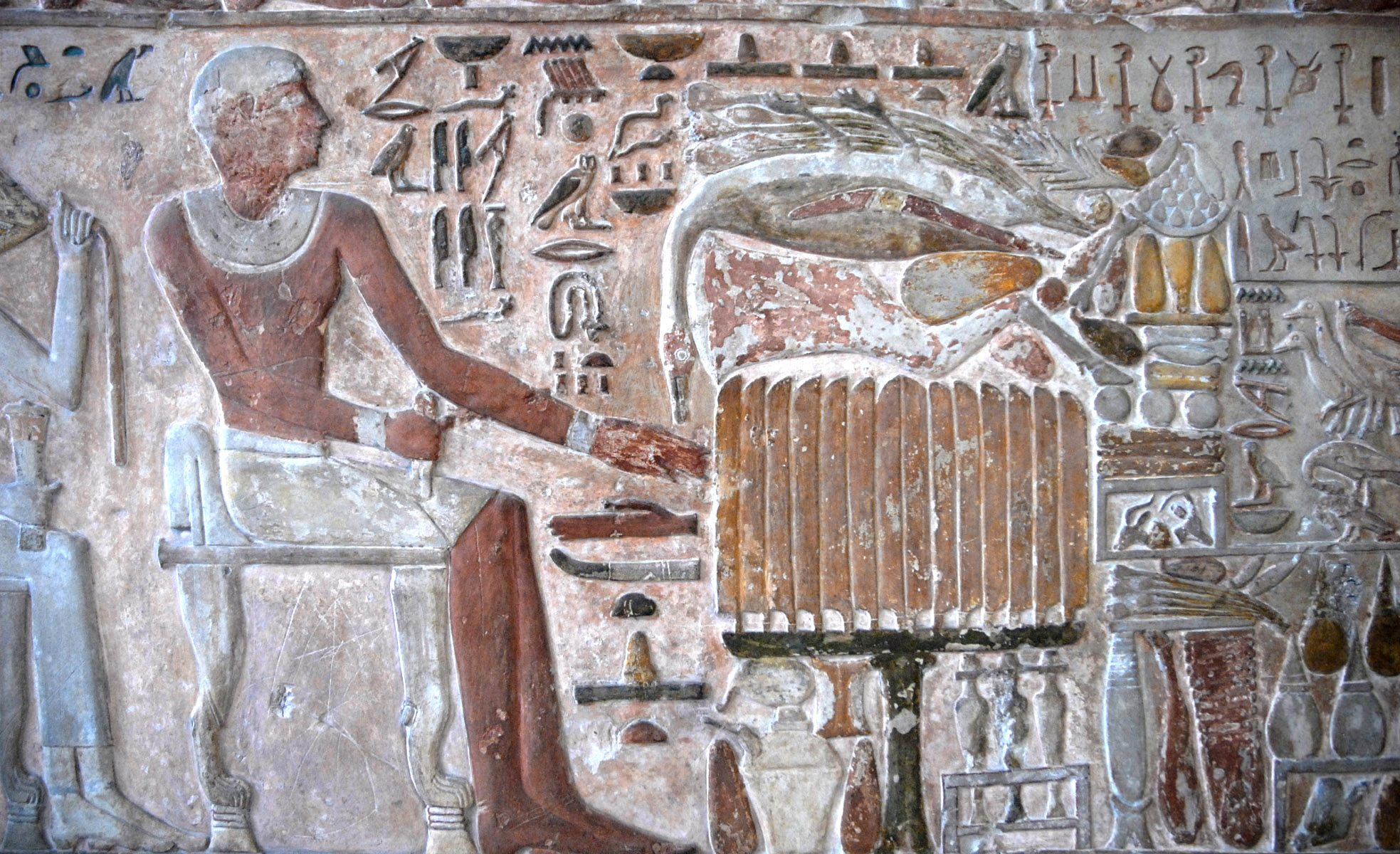
نقش لمرو على لوحته الموجودة في المتحف المصري بتورين

كان مرو مسؤولًا مصريًا قديمًا تحت حكم الملك منتوحتب الثاني مؤسس الأسرة الحادية عشر في عام 2000 قبل الميلاد تقريباً. و هو كان مشرفًا على الختامين في البلاط الملكي، وبالتالي كان واحدا من المسؤولين الكبار في الدولة.
لقد تم التعرف على مرو بشكل رئيسي من قبره الطيبي رقم (TT240). و يتكون القبر من هيكل للعبادة غير مزخرف وغرفة دفن تحت الأرض مزينة بنصوص الأهرام و نصوص التوابيت. و التابوت مغمور في الأرض و مزين بأفاريز من الأشياء و قوائم القرابين.
كما يُعرف مرو أيضًا من لوحته الموجودة الآن في المتحف المصري بتورين. و نجد على هذه اللوحة ذكر لوالديه إكو و نبتي. و ترجع هذه اللوحة أيضًا إلى عهد الملك منتوحتب الثاني. و أخيراً يظهر مرو في نقشين صخريين موجودين في شط الرجال . و نجده على هذين النقشين يحمل لقب المشرف على الأراضي الأجنبية.